# JDE Peet's
JDE Peet's is een in Nederland gevestigd bedrijf dat koffie en thee verkoopt. Het oudste onderdeel van het bedrijf, Douwe Egberts, werd opgericht in 1753. In 2013 kwam het bedrijf in handen van de Duitse investeerder JAB. In december 2019 bracht JAB zijn andere koffiebelang Peet's Coffee in en de twee gaan verder samen als JDE Peet's.

## Geschiedenis
In december 2019 maakte JAB bekend zijn twee koffiebedrijven Peet's Coffee en Jacobs Douwe Egberts samen te voegen. De twee gaan samen onder de nieuwe naam JDE Peet's.
In juli 2023 maakte JDE Peets de overname bekend van Maratá’s koffie en thee. De JAV Group is de verkopende partij. Maratá is vooral bekend in het noorden van Brazilië met de merken Café Maratá en Chá Maratá. Er werken zo'n 1200 mensen in twee fabrieken. Begin 2024 werd deze transactie afgerond. 

## Activiteiten
Het bedrijf is voornamelijk actief met koffie en thee die worden verkocht onder zo’n 50 merknamen. Enkele bekende zijn de koffiemerken Jacobs, Senseo, L’Or, Douwe Egberts en Tassimo en het theemerk Pickwick. Driekwart van de omzet wordt in supermarkten en winkels gerealiseerd. JDE Peet's heeft een jaaromzet van zo'n € 8 miljard en is actief in meer dan 100 landen, de vier grootste zijn de Verenigde Staten, Duitsland, Frankrijk en Nederland die elk tussen de 10-13% van de omzet uitmaken. Van de omzet is 84% koffie gerelateerd en slechts 3% aan thee.
Het bedrijf is een grote inkoper van ongebrande koffiebonen, het neemt circa 8% van de globale vraag naar koffiebonen voor zijn rekening. De twee landen waar het grootste deel, zo’n twee derde van het totaal, vandaan komt zijn Brazilië en Vietnam. De verdeling over Robusta- en Arabicabonen is min of meer gelijk verdeeld.

### Aandeelhouders
In mei 2020 zijn de aandelen JDE Peet's genoteerd aan Euronext te Amsterdam en op 16 december 2020 werden de aandelen opgenomen in de AMX-index.
Met de beursintroductie hebben twee grootaandeelhouders een deel van hun bezit afgestoten en verder heeft het bedrijf ook 700 miljoen euro aan nieuw vermogen opgehaald. In totaal werden 22 miljoen nieuwe aandelen geplaatst en JAB en het Amerikaanse Mondelēz International verkochten 50 miljoen aandelen. Het aandeel van JDE Peet's werd geïntroduceerd tegen € 31,50 per aandeel en daarmee kwam de totale aandelenwaarde uit op € 15,6 miljard. De belangrijkste aandeelhouders waren Acorn Holdings met 60,5% van de aandelen, Mondelēz Coffee (22,9%) en de free float was 16,6%. Acorn is volledig in handen van de Joh. A. Benckiser investeringsmaatschappij (JAB). In oktober 2024 werd bekend dat Mondelez zijn hele aandelenbelang verkoopt. JAB neemt de helft van het belang over waarmee het belang uitkomt op 68%. De andere helft is verdeeld over zeventig partners, waardoor de free float toeneemt tot 32%.

### Resultaten
De sterke stijging van het nettoresultaat in 2021 was mede het gevolg van lagere financiële kosten en een halvering van de belastingdruk te opzicht van 2020. De sterke stijging van de omzet in 2022 was vooral het gevolg van de verhoging van de prijzen met 16%, de kosten van koffie, verpakkingsmaterialen en andere noodzakelijke grond- en hulpstoffen stegen gemiddeld met 30%. De daling van het resultaat in 2023 was mede het gevolg van een afboeking op de waarde van de activiteiten in Rusland met € 185 miljoen. Verder werd een verlies geleden van € 195 miljoen op termijncontracten, in 2022 stond hier nog een winst van € 348 miljoen. De resultaten op de termijncontracten zijn onderdeel van de financiële baten en lasten. 
| Jaar | Omzet  | Bedrijfs- resultaat | Netto- resultaat |
| ---- | ------ | ------------------- | ---------------- |
| 2017 | € 6530 | € 707               | € 432            |
| 2018 | € 6664 | € 909               | € 663            |
| 2019 | € 6945 | € 1043              | € 585            |
| 2020 | € 6651 | € 933               | € 367            |
| 2021 | € 7001 | € 1108              | € 762            |
| 2022 | € 8151 | € 949               | € 761            |
| 2023 | € 8191 | € 685               | € 364            |
| 2024 | € 8837 | € 1056              | € 543            |

Aalberts · Air France-KLM · Alfen · Allfunds · AMG · Aperam · ARCADIS ·  Basic-Fit · Corbion · CTP · Eurocommercial Properties · Fagron · Flow Traders · Fugro · Galapagos · InPost · JDE Peet's · Just Eat Takeaway · OCI · SBM Offshore · Signify · TKH Group · Van Lanschot Kempen · Vopak · WDP